# Pseudosmittia hirtella
Pseudosmittia hirtella är en tvåvingeart som först beskrevs av Freeman 1953.  Pseudosmittia hirtella ingår i släktet Pseudosmittia och familjen fjädermyggor. Inga underarter finns listade i Catalogue of Life.